# بيرغ فوره
بيرغ فوره (بالنرويجية البوكمول: Berge Furre)‏ (وُلد 1937 – الوفاة 2016 م) هو مؤرِّخ وقس وبروفيسور وسياسي من النرويج. تولّى منصب عضو برلمان النرويج، وكان عضواً في الحزب الاشتراكي اليساري، وعضوا في الأكاديمية النرويجية للعلوم والآداب.

## التعليم
تعلم في جامعة أوسلو

## مناصب وهيئات
أدار جامعة أوسلو.

## جوائز
حصل على جوائز منها:
- Storegut award (2003)
- Fritt Ord Award (2003)
- The Norwegian Language Council's Språkpris (1993).

## روابط خارجية
- بيرغ فوره على موقع IMDb (الإنجليزية)